# Oxycera manens
Oxycera manens är en tvåvingeart som beskrevs av Walker 1859. Oxycera manens ingår i släktet Oxycera och familjen vapenflugor. Inga underarter finns listade i Catalogue of Life.